# Machito
Francisco Raúl Gutiérrez Grillo, noto con lo pseudonimo Machito (L'Avana, 16 febbraio 1908 – Londra, 19 aprile 1984), è stato un musicista cubano.

## Carriera
Tra i generi da lui sperimentati vi sono l'Afro-Cuban jazz e la salsa.
A New York, città in cui si è trasferito nel 1937, ha fondato il gruppo latin jazz Afro-Cubans nel 1940 e ha collaborato spesso con il connazionale Mario Bauzá. Ha suonato con Stan Kenton.
Tra gli anni '40 e gli anni '80 ha realizzato numerose registrazioni, molte delle quali con la sorella Graciela. 
Nel club dove era solito esibirsi a New York, il Palladium, ma anche in studio, ha lavorato con Dizzy Gillespie, Charlie Parker e altri artisti.

## Filmografia
Machito: A Latin Jazz Legacy è un film-documentario di Carlo Ortiz uscito nel 1987 e incentrato sulla vita dell'artista.